# Phloiotrya shimomurai
Phloiotrya shimomurai is een keversoort uit de familie zwamspartelkevers (Melandryidae). De wetenschappelijke naam van de soort werd in 2000 gepubliceerd door Toyoshima & Ishikawa.